# Insula Al Aaliya
Insula Al Aaliya (în arabă جزيرة العاليةFormat:Lrm, transliterat: Jazīrat ‘Alya) este o insulă situată în largul coastei municipalități din Al Daayen în Qatar, la nord de insula Perla.
Este o insulă mică, joasă, de culoare maro, cu un mic vârf la capătul său estic, situată la 31/2 mile nord de Insula Al Safliya; este vizibilă de la 6 sau 7 mile. Între aceste două insule se află insula artificială Perla, care a fost construită la sfârșitul anilor 2000. În trecut, vârful său estic a fost util ca un semn care intra în portul Al Bidda.